# Ginnifer Goodwin
Ginnifer Goodwin (nacida como Jennifer Michelle Goodwin; Memphis, Tennessee, 22 de mayo de 1978) es una actriz estadounidense, principalmente conocida por interpretar a Margene Heffman en la serie Big Love y por hacer la voz original de la oficial Judy Hoops en la película animada del 2016 Zootopia.
Antes en el 2011 interpretó a Mary Margaret Blanchard/Blancanieves en la serie Once Upon a Time.
Goodwin ha aparecido en varias películas, incluido el drama Mona Lisa Smile (2003), la película biográfica musical Walk the Line (2005), la comedia romántica He's Just Not That Into You (2009), la comedia familiar Ramona and Beezus (2010), la comedia romántica Something Borrowed (2011) y la película biográfica Killing Kennedy (2013). También prestó su voz para el papel principal de Fawn en la película de fantasía animada de Disney Tinker Bell and the Legend of the Neverbeast (2014) y Judy Hopps en la película de comedia animada de Disney Zootopia (2016).

## Temprana edad y educación
Goodwin nació en Memphis, Tennessee. Su madre, Linda Kantor Goodwin, es una ex maestra que también trabajó para FedEx. Su padre, Tim Goodwin, anteriormente era propietario y operaba un estudio de grabación. Goodwin cambió la ortografía de su nombre de "Jennifer" a "Ginnifer" para distinguir su nombre y para ayudar en la pronunciación de su nombre en su dialecto regional. Su hermana menor, Melissa Goodwin, es animadora stop-motion en programas como Robot Chicken.
La madre de Goodwin es judía. Goodwin se crio asistiendo a la Primera Iglesia Unitaria y al Templo de Israel. Cuando era niña, asistió al Campamento Henry S. Jacobs, un campamento de verano para niños judíos reformistas en Utica, Misisipi. Se bautizó y tuvo un servicio de Bat Mitzvah. En su juventud, Goodwin estuvo afiliada a la Federación Norteamericana de Jóvenes del Templo y estuvo activa en BBYO en el Centro Comunitario Judío en Memphis. Fue a la escuela en la Escuela Episcopal St. Mary en Memphis, Tennessee. Luego se graduó de Lausanne Collegiate School en 1996, luego asistió a Hanover College (con especialización en teatro) durante un año antes de pasar a obtener su licenciatura en bellas artes de la Universidad de Boston. Mientras estudiaba en BU, actuó en numerosos cortometrajes estudiantiles, así como en varias producciones teatrales locales y universitarias. Goodwin recibió el "Premio a la excelencia en la actuación: Promesa profesional" de la Fundación Bette Davis y se graduó con honores. Después de su tiempo en la Universidad de Boston, vivió durante un tiempo en Inglaterra y estudió en 0Stratford en el Instituto Shakespeare de Avon, junto con la Royal Shakespeare Company. Al año siguiente, obtuvo un Certificado de Actuación de Shakespeare de la Real Academia de Arte Dramático de Londres.

## Carrera

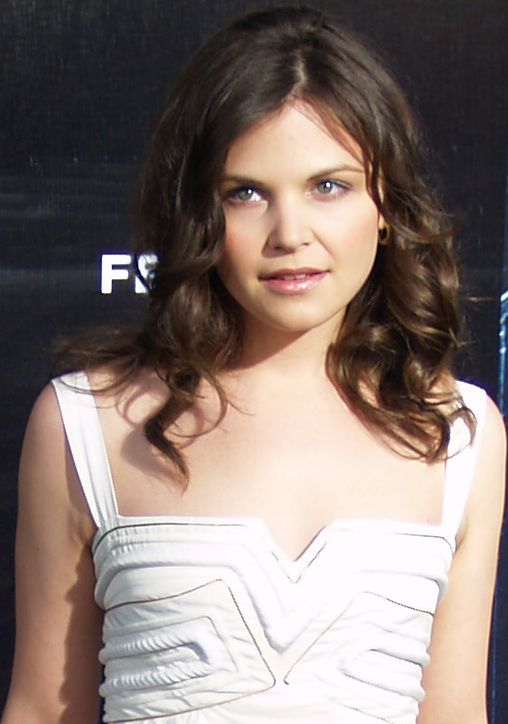
Goodwin en 2007

Goodwin tuvo papeles por primera vez en los programas de televisión de NBC, Law & Order y Ed antes de aparecer en la película de televisión de Comedy Central, Porn 'n Chicken. Más tarde tuvo papeles importantes en las películas La sonrisa de Mona Lisa, Win a Date with Tad Hamilton!, Walk the Line, en la que interpretó a Vivian Liberto, la primera esposa de Johnny Cash, y Birds of America. También interpretó a Dori Dumchovic en la comedia negra Love Comes to the Executioner. Goodwin interpretó un papel principal como Margene Heffman, la tercera esposa de una familia polígama, en la serie original de HBO, Big Love, que concluyó el 20 de marzo de 2011. Goodwin realizó trabajos de voz en la serie Adult Swim, Robot Chicken, donde su hermana menor Melissa trabaja como animadora.
En 2008, Max Mara honró a Goodwin con el premio "Rostro del futuro", un premio que reconoce a las mujeres prometedoras del cine.
Goodwin interpretó a Gigi en He's Just Not That Into You, que se estrenó en febrero de 2009. Por este papel, recibió una nominación para el premio People's Choice Award como Mejor actriz de películas. En abril de 2009 comenzó a filmar Ramona and Beezus, interpretando a "Aunt Bea". La película fue lanzada el 23 de julio de 2010.
De 2011 a 2017, Goodwin protagonizó la serie dramática de fantasía de ABC, Once upon a time. Interpretó tanto a la heroína de cuento de hadas Blancanieves como a su contraparte del mundo real, la maestra Mary Margaret Blanchard. Goodwin y su esposo Josh Dallas abandonaron el programa al final de su sexta temporada para regresar a Los Ángeles con su familia. Ambos regresaron a la serie en el final de la séptima temporada.
Goodwin interpretó a Judy Hopps, la protagonista de Zootopia de Disney, así como a Fawn en la película animada de Disney Tinker Bell and the Legend of the Neverbeast. También prestó su voz a Gwen, una empleada de cocina que quiere ser inventora, en la serie animada Sofia the First.
En enero de 2017, Goodwin interpretó a Marianne en la producción de Constellations en Los Ángeles. La obra se desarrolló del 14 de junio al 23 de julio de 2017 en el Geffen Playhouse.
En 2019, Goodwin apareció en episodios de la serie de antología The Twilight Zone y Heartstrings. También en 2019, interpretó a Beth Ann en la primera temporada de la serie de comedia dramática de CBS All Access, Why Women Kill.
En mayo de 2020, Goodwin interpretó el papel de Jodie en la próxima serie de comedia de Fox, Pivoting.

## Vida personal

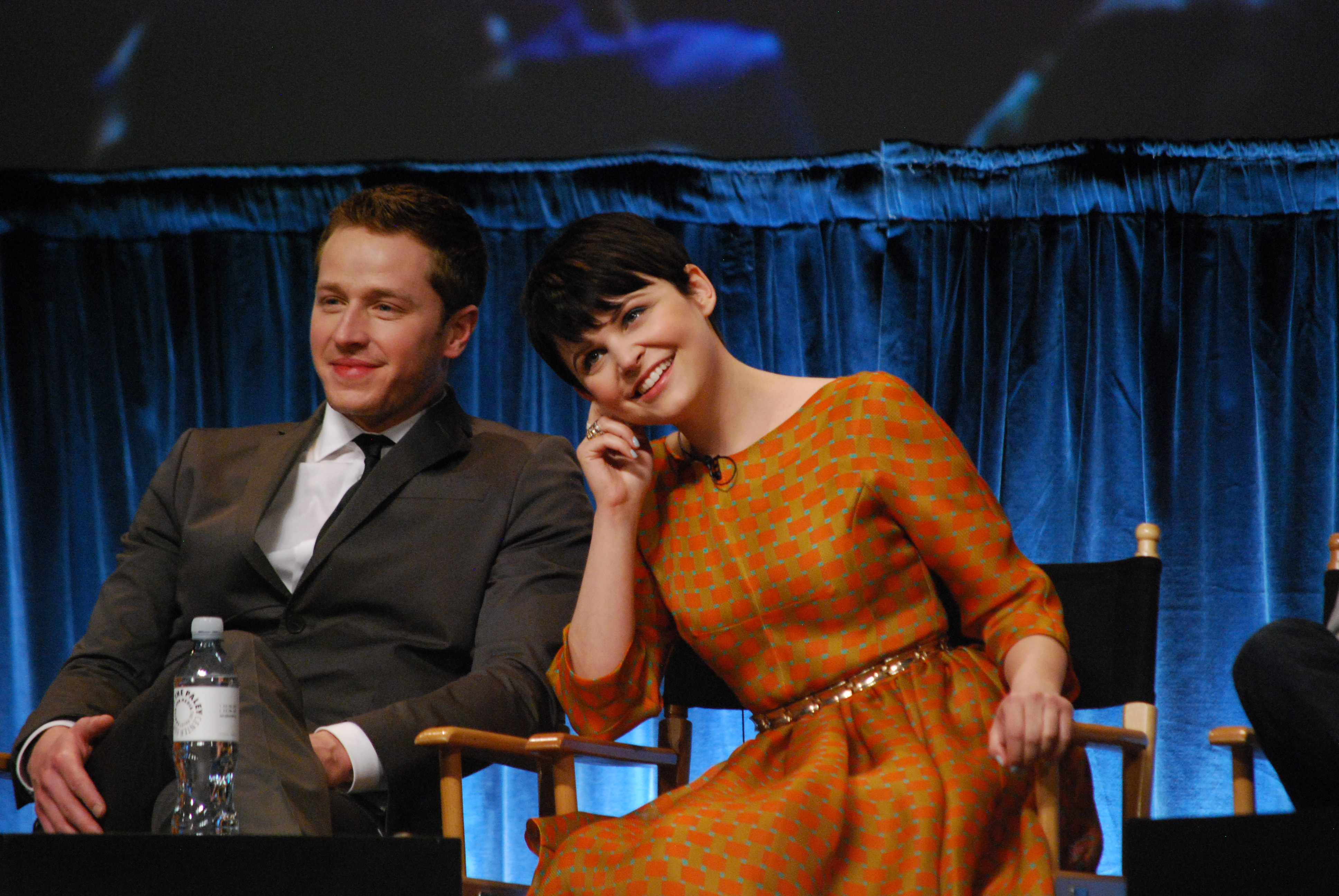
Goodwin con su esposo, Josh Dallas.

Goodwin salió con el actor Joey Kern y se comprometieron en diciembre de 2010. Terminaron el compromiso en mayo de 2011. Posteriormente, Goodwin comenzó a salir con su coprotagonista de Once Upon a Time, Josh Dallas, a fines de 2011. El 9 de octubre de 2013 Josh le propuso matrimonio a Ginnifer en Los Ángeles y dos días después enviaron un comunicado a la revista People que anunciaba: «Estamos muy emocionados de anunciar nuestro compromiso y no podemos esperar para celebrar con nuestros amigos y familiares, incluyendo nuestra segunda familia de Once Upon a Time».
El 12 de abril de 2014 se celebró en California la boda entre Goodwin y Dallas en una ceremonia privada.
El 20 de noviembre de 2013 la pareja anunció que estaban esperando su primer bebé.
El 29 de mayo de 2014 nació su primer hijo, al que llamaron Oliver Finlay Dallas. En noviembre de 2015 se anunció que estaban esperando su segundo hijo. El 1 de junio de 2016 la pareja le dio la bienvenida a su segundo hijo, Hugo Wilson Dallas.
En 2013, Goodwin declaró que después de dejar Memphis, ella «se marchó y dejó el judaísmo durante mucho tiempo», y que «durante 10 años, no hubo nada. Ni ritual. Ni tradición. Ni comunidad». Más tarde se reconectó con su fe y dijo: «Yo era judía de nacimiento, y ahora soy judía por elección».

## Filmografía

### Cine
| Año  | Títulos                                      | Personaje                | Notas |
| ---- | -------------------------------------------- | ------------------------ | ----- |
| 2003 | Mona Lisa Smile                              | Constance "Connie" Baker |       |
| 2004 | Win a Date with Tad Hamilton!                | Cathy Feely              |       |
| 2005 | Walk the Line                                | Vivian Liberto Cash      |       |
| 2006 | Love Comes to the Executioner                | Dori Dumchovic           |       |
| 2007 | In the Land of Women                         | Janey                    |       |
| 2007 | Day Zero                                     | Molly Rifkin             |       |
| 2008 | Birds of America                             | Ida Tanager              |       |
| 2009 | He's Just Not That Into You                  | Gigi Phillips            |       |
| 2009 | A Single Man                                 | Sra. Strunk              |       |
| 2010 | Ramona and Beezus                            | Tía "Bea" Beatrice       |       |
| 2011 | Take Me Home Tonight                         | Banky                    |       |
| 2011 | Something Borrowed                           | Rachel White             |       |
| 2014 | Tinker Bell and the Legend of the NeverBeast | Fawn                     | Voz   |
| 2016 | Zootopia                                     | Judy Hopps               | Voz   |
| 2025 | Zootopia 2                                   | Judy Hopps               | Voz   |

### Televisión
| Año       | Título                                         | Personaje                                       | Notas                                                                           |
| --------- | ---------------------------------------------- | ----------------------------------------------- | ------------------------------------------------------------------------------- |
| 2001      | Law & Order                                    | Erica                                           | Episodio: "Myth of Fingerprints"                                                |
| 2001–2003 | Ed                                             | Diane Snyder                                    | Personaje principal (T 2–3), 25 episodios                                       |
| 2002      | Porn 'n Chicken                                | Maya                                            | Película de televisión                                                          |
| 2005      | Robot Chicken                                  | Varios                                          | Voz. Recurrente, 7 episodios                                                    |
| 2006–2011 | Big Love                                       | Margene Heffman                                 | Personaje principal                                                             |
| 2007      | Big Love: In the Beginning                     | Margene Heffman                                 | 2 episodios                                                                     |
| 2009      | Crappy Holidays Presents...                    | N/A                                             | Episodio: "Crappy Easter"                                                       |
| 2011      | SpongeBob SquarePants                          | Purple Haired Mermaid                           | Voz. Episodio: "Welcome to the Bikini Bottom Triangle"                          |
| 2011      | Margene's Blog                                 | Margene Henrickson                              | Episodio: "Crush Story"                                                         |
| 2011      | Five                                           | Charlotte                                       | Película de televisión                                                          |
| 2011–2018 | Once Upon a Time                               | Princesa Blancanieves / Mary Margaret Blanchard | Temporadas 1-6: Reparto principal Temporada 7: Invitada especial; 135 episodios |
| 2012      | Electric City                                  | Jean Marie St. Cloud                            | Personaje principal                                                             |
| 2013      | Killing Kennedy                                | Jacqueline Kennedy                              | Película de televisión                                                          |
| 2014      | Sofia the First                                | Gwen                                            | Voz. Episodio: "Gizmo Gwen"                                                     |
| 2015      | Who Do You Think You Are?                      | Ella misma                                      | Episodio: "Ginnifer Goodwin"                                                    |
| 2019      | I Am Somebody's Child: The Regina Louise Story | Jeanne Kerr                                     | Película de televisión; también productora ejecutiva                            |
| 2019      | The Twilight Zone                              | Eve Martin                                      | Episodio: "Point of Origin"                                                     |
| 2019      | Heartstrings                                   | Genevieve                                       | Episodio: "These Old Bones"                                                     |
| 2019      | Why Women Kill                                 | Beth Ann                                        | Personaje principal (temporada 1)                                               |
| 2021      | Earth to Ned                                   | Ella misma                                      | Episodio: "Dream a Little Dream of Ned"                                         |
| 2022      | Pivoting                                       | Jodie                                           | Personaje principal                                                             |
| 2022      | Zootopia +                                     | Judy Hopps                                      | Voz                                                                             |

### Videojuego
- Disney Infinity 3.0 (2015), es Judy Hopps (rol de voz).[38]

### Teatro
- Constellations (2017) en Geffen Playhouse, como Marianne.

## Premios y nominaciones
| Año  | Premio                                 | Categoría                                                   | Producción         | Resultado | Ref    |
| ---- | -------------------------------------- | ----------------------------------------------------------- | ------------------ | --------- | ------ |
| 2010 | Premios People's Choice                | Actriz Favorita de Película Revelación                      | Ella misma         | Nominada  | [ 39 ] |
| 2011 | Teen Choice Award                      | Mejor Actriz de Película: Comedia Romántica                 | Something Borrowed | Nominada  | [ 40 ] |
| 2012 | Teen Choice Award                      | Mejor actriz de televisión: fantasía / ciencia ficción      | Once Upon a Time   | Nominada  | [ 41 ] |
| 2013 | Teen Choice Award                      | Mejor actriz de televisión: fantasía / ciencia ficción      | Once Upon a Time   | Nominada  | [ 42 ] |
| 2013 | People's Choice Award                  | Actriz de drama de televisión favorita                      | Once Upon a Time   | Nominada  | [ 43 ] |
| 2014 | People's Choice Award                  | Actriz Favorita de Televisión de Ciencia Ficción / Fantasía | Once Upon a Time   | Nominada  | [ 44 ] |
| 2014 | Teen Choice Award                      | Actriz Favorita de Televisión de Ciencia Ficción / Fantasía | Once Upon a Time   | Nominada  | [ 45 ] |
| 2015 | People's Choice Awards                 | Actriz Favorita de Televisión de Ciencia Ficción / Fantasía | Once Upon a Time   | Nominada  | [ 46 ] |
| 2015 | People's Choice Awards                 | Dúo de TV favorito(junto con Josh Dallas)                   | Once Upon a Time   | Nominada  | [ 46 ] |
| 2016 | People's Choice Awards                 | Actriz Favorita de Ciencia Ficción / Fantasía               | Once Upon a Time   | Nominada  |        |
| 2016 | Voice Arts™ Awards                     | Mejor animación cinematográfica, mejor voz en off           | Zootopia           | Ganadora  | [ 47 ] |
| 2016 | Alianza de Mujeres Periodistas de Cine | Mejor mujer animada                                         | Zootopia           | Ganadora  | [ 48 ] |
| 2017 | People's Choice Awards                 | Voz de película animada favorita                            | Zootopia           | Nominada  | [ 49 ] |
| 2017 | Kids' Choice Awards                    | Amigos favoritos(compartido con Jason Bateman)              | Zootopia           | Ganadora  | [ 50 ] |